# Giulia Grisi
Giulia Grisi, italijanska operna pevka sopranistka, * 22. maj 1811, Milano, Italija, † 29. november 1869, Berlin, Nemčija.

## Življenje
Debutirala je leta 1828 v Bologni. Nastopala je v operah Gioachinna Rossinija, Vincenza Bellinija in Gaetana Donizettija. Slednja dva sta nekatere vloge napisala prav zanjo (npr. Norina v operi Don Pasquale in Adalgisa v Normi).
Nastopala je v Italiji, Parizu, Londonu in ZDA. Drugič je bila poročena s slovitim tenoristom Mariom.
Tudi njena sestra, Giuditta Grisi, je bila priznana operna pevka.